# Saint-Martin-d'Abbat
Saint-Martin-d'Abbat é uma comuna francesa na região administrativa do Centro, no departamento Loiret. Estende-se por uma área de 38,72 km². Em 2010 a comuna tinha 1 791 habitantes (densidade: 46,3 hab./km²).